# Districtes del Perú

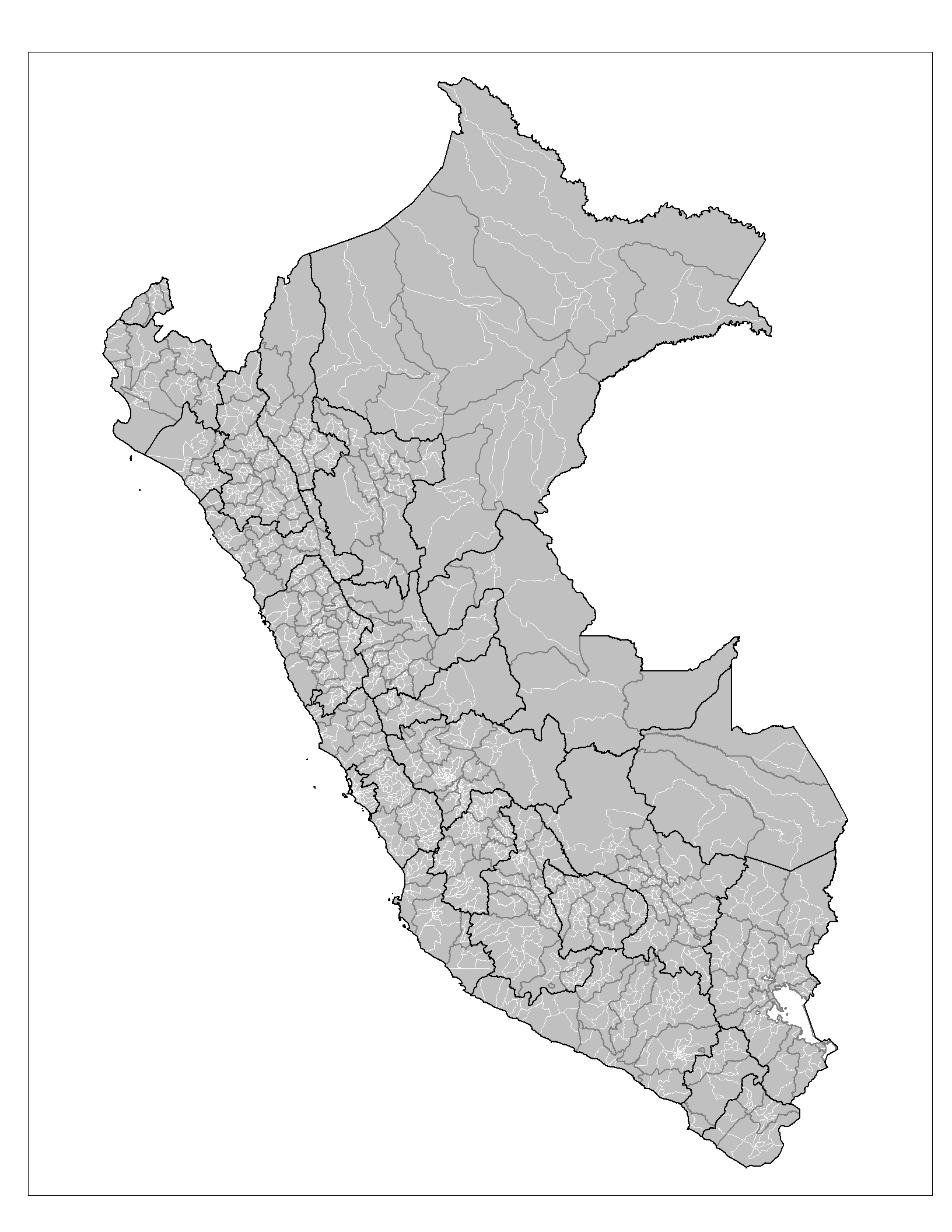
Districtes de Perú

Els districtes del Perú són una subdivisió estatal de tercer nivell del Perú. Són subdivisions de les províncies, les quals són subdivisions de les llargues regions o departaments. Hi ha 1.838 districtes en total.

## Visió general
Degut a una llei del 1982 cal un mínim de residents en una àrea perquè un districte nou pugui ser legalment establert: 3.500 si és localitzat en el selva pluvial, 4.000 en les terres altes dels andes i 10.000 en l'àrea costanera.
A l'àrea seca dels andes, alguns districtes tenen menys de 3.500 habitants a causa de la baixa densitat de població en l'àrea. En alguns casos, les seves poblacions s'han reduiït en comparació als dies en què van ser fundades. Els districtes que estan ubicats en altituds molt altes tendeixen per ser difícils de poblar. Aquests districtes normalment tenen grans extensions, però tenen poca terra disponible per usar. Molts serveis bàsics del govern no arriben a tots els residents d'aquests districtes a causa de la seva difícil geografia. Molts careixen de medis econòmics per governar tota la seva jurisdicció i a més sovint tenen alts índexs d'emigració.
Un patró similar es pot observar en molts districtes situats en la selva forestal amazònica. Una vegada que els poblaments importants van ser creats durant l'etapa de colonització, avui dia no ofereixen molt espai per a l'agricultura. Més endins de la selva, els districtes de la 'selva alta' (jungla més baixa) té les poblacions més altes vivint en districtes geogràficament més grans. Els districtes situats a fora de l'àrea colonitzada tenen poblacions molt baixes i són en la seva totalitat formades per tribus natives amazòniques.
Per tot el país, molts districtes tenen poblacions més altes que el mínim requerit per llei. Això és cert de les àrees colonitzades de la selva, el nort dels andes així com el sud dels Andes, de Huancayo a les ribes de Llac Titicaca, el qual és l'històric cor de les terres altes peruanes. Aquests districtes són vells i tendeixen a ser més petits en àrea amb una elevada densitat de població des dels temps prehispànics.
Els districtes al Chala (àrea costanera) tendeixen a ser de mida mitjana, excepte en les àrees de baixa densitat com el desert de Sechura i part de la costa sud, però tot ells es caracteritzen per tenir poblacions grans degudes a l'emigració d'altres regions del país que va convertir la costa peruana en el principal poder econòmic del país.
Els districtes amb una població de més de 10 000 habitants idealment haurien de ser subdivits, particularment si són també gran àrees, com és el cas dins de la part de la selva Amazònica. La colonització passa de pressa i les fronteres dels districtes no es modifiquen gairebé mai, excepte en nuclis urbans grans. Això és el menor problema a la costa on la comunicació és més fàcil. Tanmateix, arribar a les poblacions grans continua sent un problema en aquesta àrea.

## Districtes més populars
Aquesta és una llista dels vint districtes peruans amb més població, densitat de població, àrea i alçat (del districte capital).

### Per població
| #  | Districte                | Província        | Regió       | UBIGEO | Població |
| -- | ------------------------ | ---------------- | ----------- | ------ | -------- |
| 1  | San Juan de Lurigancho   | Lima             | Lima        | 150132 | 812.656  |
| 2  | San Martín de Porres     | Lima             | Lima        | 150135 | 525.155  |
| 3  | Comes                    | Lima             | Lima        | 150110 | 464.745  |
| 4  | Ate                      | Lima             | Lima        | 150103 | 419.663  |
| 5  | Callao                   | Callao           | Callao      | 070101 | 389.579  |
| 6  | Vil·la El Salvador       | Lima             | Lima        | 150142 | 367.436  |
| 7  | Vil·la María del Triunfo | Lima             | Lima        | 150143 | 355.761  |
| 8  | San Juan de Miraflores   | Lima             | Lima        | 150133 | 335.237  |
| 9  | Lima                     | Lima             | Lima        | 150101 | 289.855  |
| 10 | Los Olivos               | Lima             | Lima        | 150117 | 286.549  |
| 11 | Trujillo                 | Trujillo         | La Libertad | 130101 | 276.921  |
| 12 | Santiago de Surco        | Lima             | Lima        | 150140 | 272.690  |
| 13 | Chorrillos               | Lima             | Lima        | 150108 | 262.595  |
| 14 | Chiclayo                 | Chiclayo         | Lambayeque  | 140101 | 251.407  |
| 15 | Piura                    | Piura            | Piura       | 200101 | 247.943  |
| 16 | Ventanilla               | Callao           | Callao      | 070106 | 243.526  |
| 17 | Juliaca                  | San Román        | Puno        | 211101 | 218.485  |
| 18 | Chimbote                 | Santa            | Ancash      | 021801 | 217.303  |
| 19 | Callería                 | Coronel Portillo | Ucayali     | 250101 | 208.292  |
| 20 | Puente Piedra            | Lima             | Lima        | 150125 | 203.473  |

Font: INEI

### Per densitat de població
| #  | Districte                               | Província | Regió       | UBIGEO | Densitat de població (/km²) |
| -- | --------------------------------------- | --------- | ----------- | ------ | --------------------------- |
| 1  | Breña                                   | Lima      | Lima        | 150105 | 24.492                      |
| 2  | Surquillo                               | Lima      | Lima        | 150141 | 24.336                      |
| 3  | La Victoria                             | Lima      | Lima        | 150115 | 21.764                      |
| 4  | La Perla                                | Callao    | Callao      | 070104 | 21.674                      |
| 5  | Arequipa                                | Arequipa  | Arequipa    | 040101 | 21.431                      |
| 6  | Carmen de la Legua Reynoso              | Callao    | Callao      | 070103 | 19.075                      |
| 7  | Florencia de Mora                       | Trujillo  | La Libertad | 130103 | 18.803                      |
| 8  | Lince                                   | Lima      | Lima        | 150116 | 17.202                      |
| 9  | Pueblo Libre                            | Lima      | Lima        | 150121 | 16.414                      |
| 10 | Bellavista                              | Callao    | Callao      | 070102 | 15.956                      |
| 11 | Los Olivos                              | Lima      | Lima        | 150117 | 15.701                      |
| 12 | Santa Anita                             | Lima      | Lima        | 150137 | 15.040                      |
| 13 | Rímac                                   | Lima      | Lima        | 150128 | 14.810                      |
| 14 | San Martín de Porres                    | Lima      | Lima        | 150135 | 14.228                      |
| 15 | San Juan de Miraflores                  | Lima      | Lima        | 150133 | 13.980                      |
| 16 | Independencia                           | Lima      | Lima        | 150112 | 13.551                      |
| 17 | Magdalena del Març॥॥.Magdalena del Març | Lima      | Lima        | 150120 | 13.420                      |
| 18 | San Luis                                | Lima      | Lima        | 150134 | 13.254                      |
| 19 | El Agustino                             | Lima      | Lima        | 150111 | 13.192                      |
| 20 | Lima                                    | Lima      | Lima        | 150101 | 13.187                      |

Font: INEI

### Per àrea
| #  | Districte       | Província               | Regió         | UBIGEO | Àrea(km²) |
| -- | --------------- | ----------------------- | ------------- | ------ | --------- |
| 1  | Putumayo        | Maynas                  | Loreto        | 160109 | 34,942.9  |
| 2  | Napo            | Maynas                  | Loreto        | 160107 | 24,298.1  |
| 3  | Tambopata       | Tambopata               | Madre de Dios | 170101 | 22,218.6  |
| 4  | Tigre           | Loreto                  | Loreto        | 160303 | 19,785.7  |
| 5  | Echarate        | La Convención           | Cusco         | 080902 | 19,135.5  |
| 6  | Purús           | Purús                   | Ucayali       | 250401 | 17,847.8  |
| 7  | Urarinas        | Loreto                  | Loreto        | 160305 | 15,778.4  |
| 8  | Iñapari         | Tahuamanu               | Madre de Dios | 170301 | 14,853.7  |
| 9  | Raimondi        | Atalaya                 | Ucayali       | 250201 | 14,508.5  |
| 10 | Alto Nanay      | Maynas                  | Loreto        | 160102 | 14,290.8  |
| 11 | Masisea         | Coronel Portillo        | Ucayali       | 250104 | 14,102.2  |
| 12 | Yavarí          | Mariscal Ramón Castilla | Loreto        | 160403 | 13,807.5  |
| 13 | Parinari        | Loreto                  | Loreto        | 160302 | 12,951.7  |
| 14 | Trompeteros     | Loreto                  | Loreto        | 160304 | 12,246.0  |
| 15 | Andoas          | Datem del Marañón       | Loreto        | 160706 | 11,549.8  |
| 16 | Pebas           | Mariscal Ramón Castilla | Loreto        | 160402 | 11,437.0  |
| 17 | Puerto Bermúdez | Oxapampa                | Pasco         | 190306 | 10,988.1  |
| 18 | Fitzcarrald     | Manú                    | Madre de Dios | 170202 | 10,955.3  |
| 19 | Yaquerana       | Requena                 | Loreto        | 160511 | 10,947.2  |
| 20 | Morona          | Datem del Marañón       | Loreto        | 160208 | 10,777.0  |

Font: INEI

### Per alçada
| #  | Districte            | Província             | Regió        | UBIGEO | Alçada (m) |
| -- | -------------------- | --------------------- | ------------ | ------ | ---------- |
| 1  | Suykutambo           | Espinar               | Cusco        | 080807 | 4801       |
| 2  | Condoroma            | Espinar               | Cusco        | 080802 | 4737       |
| 3  | San Antonio          | Puno                  | Puno         | 210113 | 4700       |
| 4  | Ananea               | San Antonio de Putina | Puno         | 211002 | 4660       |
| 5  | Morococha            | Yauli                 | Junín        | 120805 | 4550       |
| 6  | San Antonio de Chuca | Caylloma              | Arequipa     | 040514 | 4525       |
| 7  | Santa Ana            | Castrovirreyna        | Huancavelica | 090411 | 4473       |
| 8  | Marcapomacocha       | Yauli                 | Junín        | 120804 | 4415       |
| 9  | Capazo               | El Collao             | Puno         | 210502 | 4400       |
| 10 | Paratia              | Lampa                 | Puno         | 210707 | 4390       |
| 11 | Cojata               | Huancané              | Puno         | 210602 | 4355       |
| 12 | Yanacancha           | Pasco                 | Pasco        | 190113 | 4350       |
| 13 | Chaupimarca          | Pasco                 | Pasco        | 190101 | 4338       |
| 14 | Macusani             | Carabaya              | Puno         | 210301 | 4315       |
| 15 | Huayllay             | Pasco                 | Pasco        | 190104 | 4310       |
| 16 | Caylloma             | Caylloma              | Arequipa     | 040505 | 4310       |
| 17 | Vilavila             | Lampa                 | Puno         | 210710 | 4300       |
| 18 | Tanta                | Yauyos                | Lima         | 151028 | 4278       |
| 19 | Tinyahuarco          | Pasco                 | Pasco        | 190111 | 4275       |
| 20 | Suitucancha          | Yauli                 | Junín        | 120809 | 4255       |

Font: INEI